# Зилцетал
Зилцетал (њем. Sülzetal) општина је у њемачкој савезној држави Саксонија-Анхалт. Једно је од 35 општинских средишта округа Берде. Према процјени из 2010. у општини је живјело 9.610 становника. Посједује регионалну шифру (AGS) 15083490.

## Географски и демографски подаци
Зилцетал се налази у савезној држави Саксонија-Анхалт у округу Берде. Општина се налази на надморској висини од 83 метра. Површина општине износи 103,7 km². У самом мјесту је, према процјени из 2010. године, живјело 9.610 становника. Просјечна густина становништва износи 93 становника/km².